# Chirbat Subin
Chirbat Subin (arab. خربة سوبين) – wieś w Syrii, w muhafazie Hama. W 2004 roku liczyła 310 mieszkańców.